# فيليبي سارايفا
فيليبي سارايفا هو لاعب كرة قدم برازيلي في مركز الهجوم، ولد في 9 مارس 1998 في Santa Isabel, São Paulo ‏ في البرازيل. لعب مع نادي ساو باولو.

## وصلات خارجية
- فيليبي سارايفا على موقع دوري كوريا الجنوبية (الإنجليزية)
- فيليبي سارايفا على موقع قاعدة بيانات كرة القدم.إي يو (الإنجليزية)
- فيليبي سارايفا على موقع Soccerway.com (الإنجليزية)